# Sphaerodactylus beattyi
Espèce
Sphaerodactylus beattyi est une espèce de geckos de la famille des Sphaerodactylidae.

## Répartition
Cette espèce se rencontre :
- sur l'île de Sainte-Croix dans les îles Vierges des États-Unis ;
- sur les îles de Green Cay et de Buck Island dans les îles Vierges britanniques.

## Liste des sous-espèces
Selon The Reptile Database (15 juin 2012) :
- Sphaerodactylus beattyi beattyi Grant, 1937
- Sphaerodactylus beattyi seamani Thomas & Schwartz, 1966

## Étymologie
Cette espèce est nommée en l'honneur de Harry Andrew Beatty.

## Publications originales
- Grant, 1937 : Herpetological notes with new species from the American and British Virgin Islands, 1936. Journal of the Department of Agriculture of Puerto Rico, vol. 21, p. 503-522.
- Thomas & Schwartz, 1966 : Sphaerodactylus (Gekkonidae) in the greater Puerto Rico region. Bulletin of the Florida State Museum, Biological Sciences, vol. 10, p. 193-260 (texte intégral).